# MK2 Beaubourg
Pour les articles homonymes, voir Beaubourg.
MK2 Beaubourg est un cinéma du groupe MK2, classé art et essai, situé dans le quartier des Halles du 3e arrondissement de Paris, au 50, rue Rambuteau en face du centre Georges-Pompidou. Il comporte 6 salles et 559 fauteuils.

## Historique
Le MK2 Beaubourg ouvre le 6 novembre 1981 sous le nom Ciné-Beaubourg Les Halles, dans le sous-sol du nouvel ensemble immobilier du Quartier de l'Horloge. Immédiatement classé art et essai, il comporte alors trois salles : une de deux cents fauteuils environ et deux de cent fauteuils environ. Deux nouvelles salles de cent et deux cents fauteuils environ sont ajoutées en 1984, suivie par une sixième et dernière salle de quarante-deux fauteuils en 1985.
Initialement indépendant, il rejoint rapidement le circuit de programmation UGC pour un accès plus facile aux films. En 1995, le Ciné-Beaubourg Les Halles est racheté par le groupe MK2 et devient alors le 14-juillet Beaubourg. Il est renommé MK2 Beaubourg le 29 avril 1998 en même temps que les autres cinémas du groupe.
L'intérieur du cinéma est rénové en 2016 et la façade en 2018.

## Description
Le MK2 Beaubourg comporte six salles, toutes situées en sous-sol du bâtiment du Quartier de l'Horloge. Seul l'accueil est situé en rez-de-chaussée sur rue. Les six salles comptent de 42 à 183 fauteuils. Il y a deux grandes salles (200 fauteuils environ), trois salles moyennes (100 fauteuils environ) et une petite salle (42 fauteuils). Les écrans sont de tailles relativement modestes : de 5,4 m × 2,28 m pour le plus grand à 3 m × 1,38 m pour le plus petit.

## Accès
Le MK2 Beaubourg est accessible par la ligne 11 à la station Rambuteau.